# Кудра (Юрмала)
Кудра (латыш. Kūdra) (kūdra в переводе на русский означает торф) район города Юрмалы в его западной части между Кемери и Бранкциемсом. Слокское болото и болото Вецайс простираются на север до озера Слока. Частично расположен на территории Кемерского национального парка.

## История

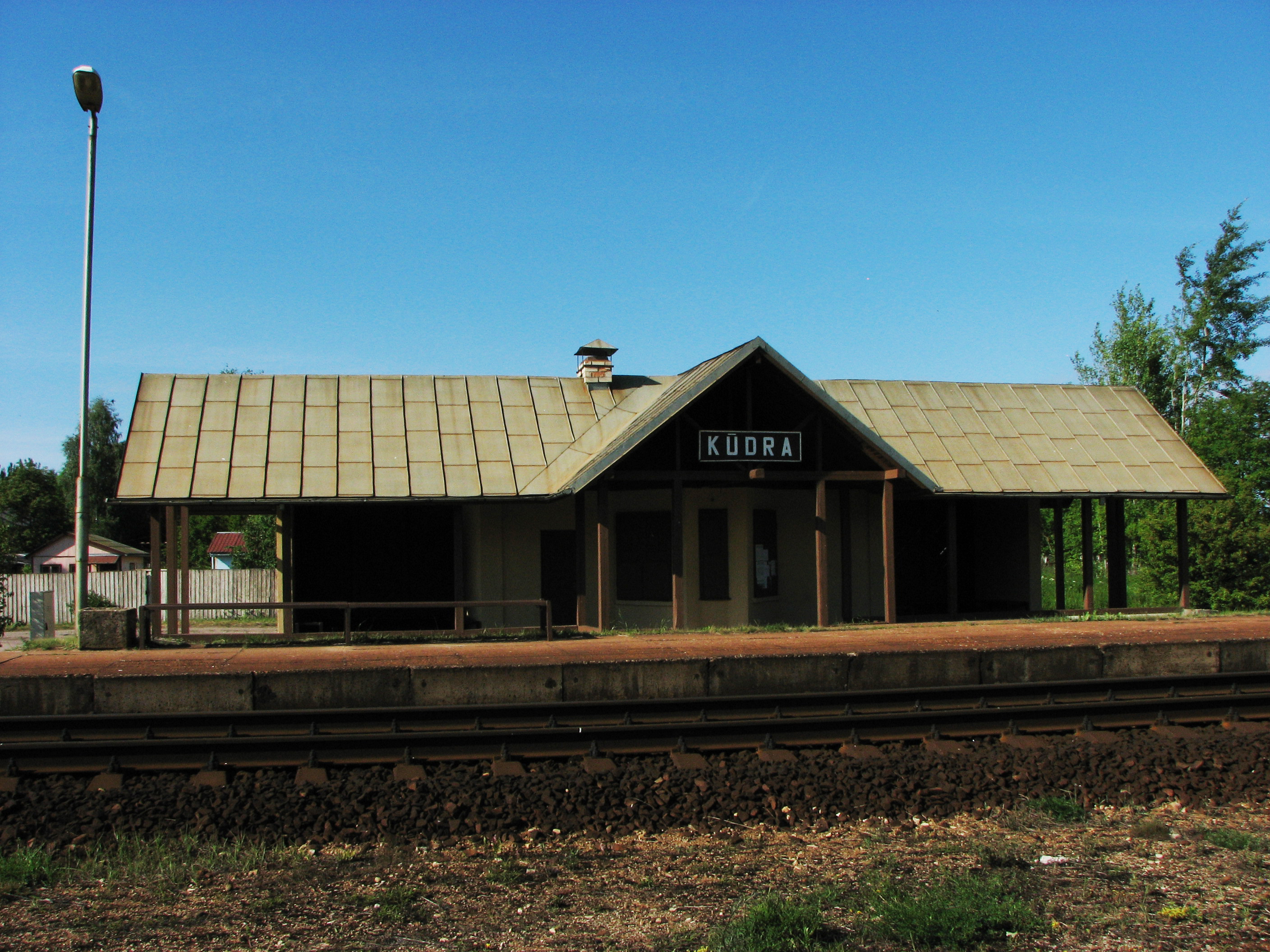
Железнодорожная станция Кудра

Нынешняя территория Кудры находилась в Слокской волости, которая в 1783 году вместе с Слокским краем была отделена от Курземского и Земгальского княжеств и присоединена к Российской империи.
В 20 веке здесь был основан посёлок рабочих торфяного завода. В 1950-х годах топливный торф перевозили из Кудры на Слокскую бумажную фабрику. В 1951 году была создана железнодорожная остановка Кудра. В 1959 году Кудру вместе со Слокой и Кемери включили в состав Юрмалы .
После разработки первого генерального плана города Юрмалы в 1971 году были созданы две основные зоны отдыха: курортная зона Кемери-Яунемери, предназначенная в основном для отдыхающих со всего СССР, и зона массового отдыха рижан Приедайне-Вайвари. Между этими зонами планировалось развитие промышленного района в Кудре.

## Кладбище Первой мировой войны
На 38,5 км Вентспилсского шоссе находится отдельно стоящее, обустроенное захоронение с мемориальными плитами. Во время Первой мировой войны (1915—1916) здесь были похоронены около 400—500 солдат Российской империи. На обочине шоссе есть указатель на захоронение.